# ژرار دو باتیستا
ژرار دو باتیستا (فرانسوی: Gérard de Battista‎؛ زادهٔ ۲۰ سپتامبر ۱۹۴۶) فیلم‌بردار اهل فرانسه است.
از فیلم‌ها یا مجموعه‌های تلویزیونی که وی در آن‌ها نقش داشته‌است، می‌توان به شارل کبیر، زمستان ۵۴، ابه پیر و مؤسسه زیبایی ونوس اشاره نمود.